# Dan slovenskega športa
Dan slovenskega športa je državni praznik, ki se v Republiki Sloveniji praznuje 23. septembra. Praznik, ki je bil uveden leta 2020 na pobudo Olimpijskega komiteja Slovenije, ni dela prost dan. Datum je izbran kot obletnica 23. septembra 2000, ko je ob zmagi veslačev Iztoka Čopa in Luke Špika ter strelca Rajmonda Debevca na poletnih olimpijskih igrah v Sydneyju prvič zaigrala slovenska himna Zdravljica. 23. september velja tudi kot prvi dan Evropskega tedna športa. Slovenija je tovrstni praznik uvedla kot osma na svetu; pred njo so to storile že Indija, Iran, Malezija, Katar, Turčija, Tajska in Japonska.